# Pseudogeinitzina
Pseudogeinitzina es un género de foraminífero bentónico considerado un sinónimo posterior de Pachyphloia de la familia Pachyphloiidae, de la superfamilia Geinitzinoidea, del suborden Fusulinina y del orden Fusulinida. Su especie tipo era Pseudogeinitzina magna. Su rango cronoestratigráfico abarcaba el Lopingiense (Pérmico superior).

## Clasificación
Pseudogeinitzina incluye a la siguiente especie:
- Pseudogeinitzina magna †